# Ignatius Suharyo Hardjoatmodjo
Ignatius Suharyo Hardjoatmodjo (Sedayu, Yogyakarta, 9 de julho de 1950) é um cardeal indonésio, arcebispo de Jacarta e bispo militar da Indonésia.

## Vida
Depois de estudar teologia católica e filosofia Ignatius Suharyo Hardjoatmodjo recebeu em 26 de janeiro de 1976, o sacramento de Ordens Sagradas.
Em 21 de abril de 1997 o Papa João Paulo II o nomeou como Arcebispo de Semarang. A ordenação episcopal deu-se em 22 de agosto de 1997 com seu antecessor, o então Arcebispo de Jacarta Julius Riyadi Darmaatmadja, SJ, como sagrante; os co-consagradores foram o Núncio Apostólico na Indonésia, Dom Pietro Sambi, e o Bispo de Ketapang, Blasius Pujoraharja. Em 2 de janeiro de 2006, o Papa Bento XVI o nomeou para bispo militar da Indonésia.
Papa Bento XVI nomeou-o arcebispo coadjutor de Jacarta em 25 de julho de 2009. Em 28 de junho de 2010 Ignatius Suharyo Hardjoatmodjo sucedeu a Julius Riyadi Darmaatmadja SJ, que renunciou por motivo de idade, como Arcebispo de Jacarta.
Em 1 de setembro de 2019, o Papa Francisco anunciou que queria incluí-lo no Consistório de 2019 no Colégio de Cardeais. Recebeu o barrete cardinalício e o título de Espírito Santo na Ferratella em 5 de outubro.